# Hätschelhans
Hätschelhans ist eine Bezeichnung für einen überfürsorglich behütetes, verwöhntes männliches Kind. Dies geht auf Catharina Elisabeth Goethe zurück, die ihren erstgeborenen Sohn Johann Wolfgang von Goethe bis ins Erwachsenenalter mit diesem Kosenamen bezeichnete, der zunächst keine weitere Verbreitung fand. In der Literatur des 20. Jahrhunderts insbesondere bei Thomas Mann wurde die Bezeichnung zu einem Terminus technicus.
Hätscheln oder verhätscheln ist das Verb hierzu.

## Geschichte
In der Korrespondenz zwischen Goethes Mutter Catharina Elisabeth Goethe und der Anna Amalia von Braunschweig-Wolfenbüttel hatte die Herzogin diese Bezeichnung ständig adaptiert. So beantwortete sie ihre Anfrage in einem Brief vom November 1781, wie es ihrem Sohn ergehe, wie folgt:
Liebste Frau Aja, ich kann Ihnen mit Vergnügen ankündigen, daß Ihr geliebter Hätschelhans sich in Gnaden resolvieret hat, ein Haus in der Stadt zu mieten! (...) Es ist gut, daß es nun soweit gekommen ist. Auch habe ich ihm versprochen, einige Möbel anzuschaffen, weil er so hübsch fein ist. (...) Der Herr Gevatter Wieland ist ganz stolz über Ihr liebes Andenken. (...) Er wird Ihnen ein ganz Paket von Tiefurter Journals schicken. (...) Die Verfasser sind Hätschelhans, Wieland, Herder, Knebel, Kammerherr Seckendorff und Einsiedel. Der Frau Rätin weltberühmte Kennerschaft wird ihr leicht die Stücke von jedem Autor erraten lassen.
Allerdings fand diese Bezeichnung für einen künftigen römischen Kaiser Namens Tiberius im Zusammenhang mit Livia Drusilla Anwendung. Der Historiker Golo Mann charakterisierte sie als die ewige Stiefmutter, den Blick auf ihren großen Hätschelhans Tiberius gerichtet, ohne Liebe und Gnade für ihre Stiefkinder. Es ist eine Analogie zu Goethe.
Selbst in der literarischen Version der Josephsgeschichte in der Bibel (Genesis 37, 3) von Thomas Mann in seiner Roman-Tetralogie Joseph und seine Brüder kommt bei deren Auslegung die Bezeichnung Hätschelhans auf. Die Analogie zu Goethe ist hier noch deutlicher als bei seinem Sohn Golo Mann. Die Romanfigur Joseph wird Goethe bei Mann äußerlich in Einzelaspekten angeglichen.